# Orconectes stygocaneyi
Orconectes stygocaneyi är en kräftdjursart som beskrevs av Hobbs III 200. Orconectes stygocaneyi ingår i släktet Orconectes och familjen Cambaridae. IUCN kategoriserar arten globalt som livskraftig. Inga underarter finns listade i Catalogue of Life.